# 尼西亚帝国
在第四次十字军东征中，西欧骑士和威尼斯人联合攻占了拜占庭帝国首都君士坦丁堡。尼西亚帝国是从君士坦丁堡出逃的拜占廷贵族拉斯卡里斯兄弟建立的希腊人主导的拜占廷流亡政权之中其中一个也是最强大的一个，其余两个拜占庭流亡政权分别是伊庇鲁斯专制国、特拉比松帝国。
尼西亚帝国的核心领地在小亚细亚半岛西部，是自科穆宁王朝以来拜占廷帝国人口最密集、农业最发达的地区之一，其有利扼守黑海海峡通道的地理位置和当地资源使尼西亚帝国比其他拜占廷的继承国更富有，并逐渐成长为原拜占廷帝国疆域内最强大的国家，最终尼西亚军队于1261年收复君士坦丁堡，重建了拜占廷帝国。

## 帝国的名称
尼西亚帝国在1204年至1261年的官方名称为，意为“罗马帝国”，即拜占庭帝国的希腊语正式名称。另外两个拜占庭流亡政权伊庇鲁斯专制国、特拉比松帝国在1204年建立后官方名称也为，但后来伊庇鲁斯成为尼西亚的附庸从而国名被迫使用低一级的“Despot”即“专制国”；特拉比松皇帝则在1261年尼西亚收复君士坦丁堡后不得不放弃名不属实的拜占庭皇帝称号而改称“Emperor and Autocrat of the entire East, of the Iberians and the Perateia”，意为“整个东方，伊比利亚和佩拉提亚的皇帝和专制者”。
而现今常见的称呼“尼西亚”则是为了区分三个拜占庭流亡政权而分别使用三个政权的建立地作为称呼。

## 历史

### 建立
1204年2月，君士坦丁堡发生市民暴动，安格洛斯王朝的拜占庭皇帝伊萨克二世和阿莱克修斯四世被废黜，前皇帝阿莱克修斯三世的女婿阿莱克修斯·杜卡斯被拥立为帝，为阿莱克修斯五世。阿莱克修斯五世即位后，不承认阿莱克修斯四世与十字军达成的协议，拒绝为协助推翻阿莱克修斯三世而向十字军支付金钱。4月9日，驻扎于君士坦丁堡城外的十字军在与威尼斯总督恩里科·丹多洛交换意见后进攻君士坦丁堡。经过4天的战斗，阿莱克修斯五世弃城而逃，十字军攻入君士坦丁堡。君士坦丁堡城破之时，拉斯卡里斯家族的君士坦丁·拉斯卡里斯于城破之际在圣索非亚大教堂被部分军队推举为皇帝，但君士坦丁也无力组织抵抗。后来君士坦丁和他的一位弟弟，前皇帝阿莱克修斯三世的另一个女婿塞奥多利·拉斯卡利斯，分路逃到位于安纳托利亚西北部的尼西亚。拉斯卡里斯兄弟随后得到担心拉丁人势力东扩的罗姆苏丹支持，在尼西亚停留下来。拉斯卡利斯兄弟以这个繁荣城市为中心，整合安纳托利亚西部的拜占庭领地，建立尼西亚帝国。
按照分赃协议，十字军和威尼斯瓜分拜占廷帝国，但建都于君士坦丁堡的拉丁帝国实力并不强大、无力控制全部分给其的前拜占庭领土，在伊庇鲁斯、特拉比松和尼西亚先后建立拜占廷流亡政权。其实，特拉比松帝国早由科穆宁王朝末代皇帝安德洛尼卡一世的孙子们，阿莱克修斯·科穆宁与大卫·科穆宁掌控下在君士坦丁堡被攻陷前几周就已经独立。尼西亚帝国由于距离拉丁帝国最近，占据了光复君士坦丁堡的最有利位置。
拉丁帝国开始分兵接收原拜占廷帝国的土地，而尼西亚帝国公开宣布其为正统拜占庭，因此尼西亚在建国之初受到拉丁帝国的围剿追击，1204-1205年拉丁皇帝鲍德温一世的弟弟佛兰德的亨利在小亚细亚半岛西北部的伯曼农、布尔萨以及埃德雷米特先后打败拉斯卡里斯兄弟。在1205年3月19日，埃德雷米特战役中，君士坦丁在战败后失踪（由于君士坦丁·拉斯卡里斯是否加冕存在争议，一般不把他列入尼西亚与拜占庭皇帝之列）。但在不久之后的1205年4月14日，保加利亚沙皇卡洛扬在阿得里安堡战役中打败拉丁帝国军队，俘虏了皇帝鲍德温一世，鲍德温后来死于保加利亚的监狱内。亨利只得赶回君士坦丁堡，在1206年加冕成为拉丁帝国第二任皇帝并组织防御卡洛扬的入侵。狄奥多尔得以趁机击败特拉比松帝国等其它势力并巩固了尼西亚在安纳托利亚西北角的领土。
1206年，塞奥多利称帝为塞奥多利一世，并邀请流亡的君士坦丁堡普世牧首約翰十世前往尼西亚，但他拒絕，后于同年4月或5月去世。于是塞奥多利任命米海尔四世为牧首，后者在1208年3月为他正式加冕。
在原拜占庭帝国疆域内，拜占庭流亡政权、拉丁帝国、保加利亚和罗姆苏丹国频繁对战，也根据形势变化不时停战、结盟和解盟。1211年，在门德雷斯河畔安条克战役[a]中，塞奥多利击败支持阿莱克修斯三世重登皇位的罗姆苏丹军队，战役的胜负最后取决于狄奥多尔与苏丹的对决，皇帝亲手击杀苏丹凯霍斯鲁一世，并一直把边界推进到安卡拉附近。但是，这场战斗的惨重伤亡使得尼西亚在林達庫斯河戰役中败于拉丁帝国，并在随后的南菲宏条约丧失了大部分密细亚地区和马尔马拉海海岸。1212年，随着特拉比松皇帝阿莱克修斯一世的兄弟，镇守特拉比松西部领地的大卫·科穆宁的去世，尼西亚帝国得以吞并特拉比松在帕弗拉戈尼亚的飞地，从而相对补偿了损失给拉丁帝国的领地。
塞奥多利的第一任皇后安娜·科穆宁娜·安杰丽娜于1212年去世；1214年他与第二任皇后，亚美尼亚的腓丽帕结婚，但两人的婚姻于1216年解除，塞奥多利将腓丽帕与他们的唯一儿子君士坦丁·拉斯卡里斯一同送回了西利西亚的亚美尼亚宫廷。1216年，拉丁皇帝佛兰德的亨利去世无嗣，其皇位归于姐夫彼得二世，但彼得在罗马郊外由教宗加冕后在率军赶赴君士坦丁堡的途中，被伊庇鲁斯统治者塞奥多利·科穆宁·杜卡斯俘获；拉丁帝国由亨利的妹妹约兰达女皇即彼得的妻子摄政，这时拉丁帝国谋求与尼西亚帝国的联盟。于是1219年，塞奥多利迎娶约兰达的女儿库尔特耐的玛丽亚，同一年塞奥多利也和威尼斯缔结和约。1221年11月，塞奥多利去世。由于他的长子与次子已经于1212年去世，帝国由塞奥多利指定的继承人，其长女伊琳娜·拉斯卡里斯娜的丈夫约翰·杜卡斯·维塔斯继承，为约翰三世。
1219年，拉丁女皇约兰达去世，其子罗伯特一世继位，1228年罗伯特去世，其幼弟鲍德温二世继位，鲍德温二世当时年仅11岁，玛丽亚曾摄政拉丁帝国八个月。

### 扩张

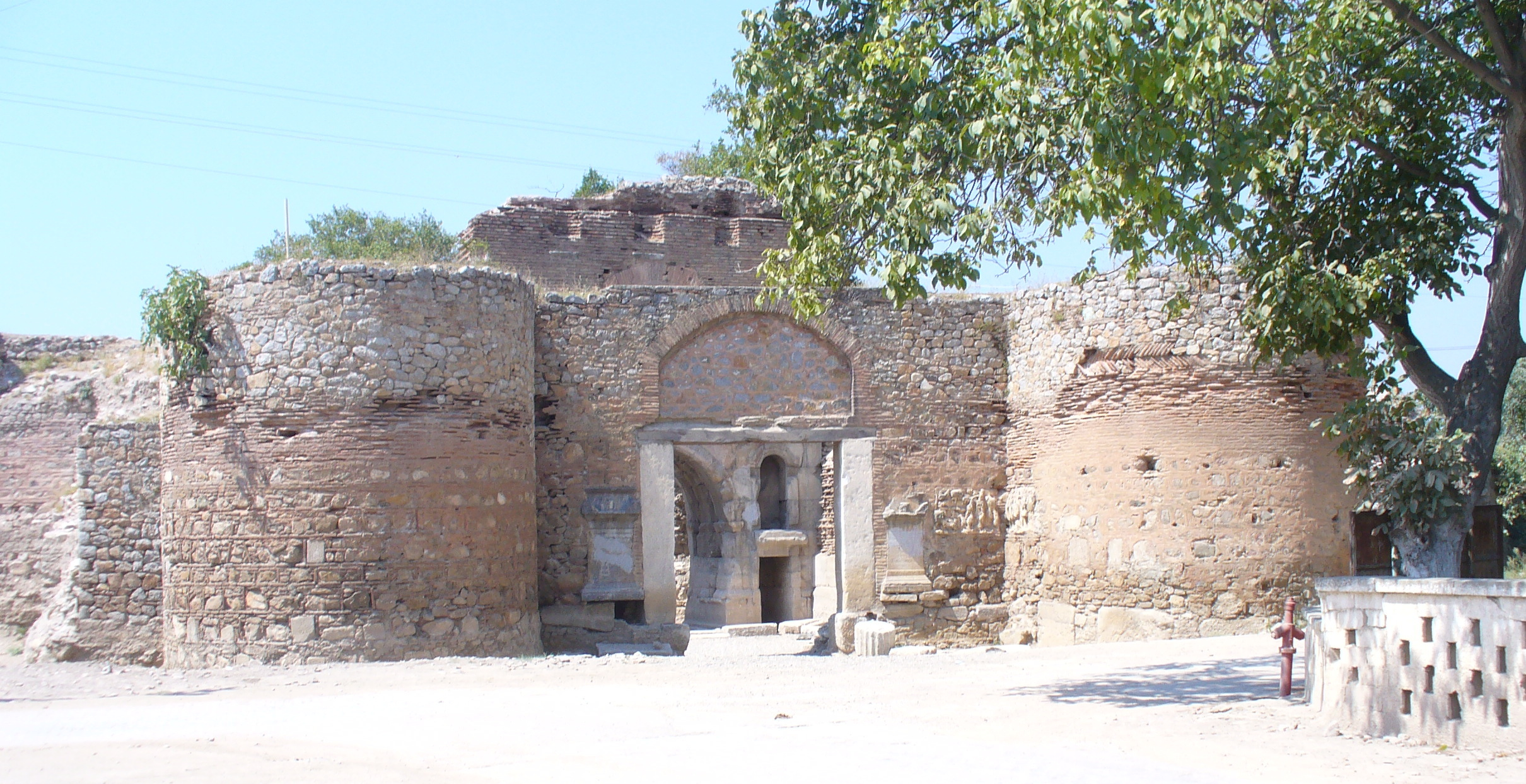
尼西亚的城墙，Lefke门

尼西亚帝国版图虽相对较小，但在摆脱了拉丁帝国的威胁后，在狄奥多尔皇帝和他的继承者约翰统治下治理得秩序井然。帝国的统治者认识到自强图存的唯一机会在于推行改革，祛除时弊，因此推行休养生息、轻徭薄赋的政策，鼓励农业生产，限制贵族聚敛财富，赈济贫民，重建军区并恢复军区制。尼西亚是大主教驻地，皇宫和中央政府设在尼姆菲翁（今土耳其凱末爾帕夏），金库设在马格尼西亚，海军基地则设在士麦那。
狄奥多尔去世后，他的兄弟，至尊者伊萨克·拉斯卡里斯和阿莱克修斯·拉斯卡利斯等拉斯卡里斯家族成员在拉丁帝国支援下挑战约翰三世的皇位。1224年初，另一说1223年底，约翰在伯曼农战役战胜了他们的联军，巩固自己的皇位并夺取了拉丁帝国的几乎所有亚洲领土。之后约翰又收复了爱琴海上的一些岛屿，如莱斯博斯岛、希俄斯岛和罗得岛等，并攻入色雷斯；但遭到另一拜占廷流亡政权伊庇鲁斯的对抗。
1224年，伊庇鲁斯统治者狄奥多尔·科穆宁·杜卡斯消灭拉丁人建立的塞萨洛尼基王国，建立塞萨洛尼基帝国并自立为皇帝，一度攻入阿得里安堡。但是伊庇鲁斯-塞萨洛尼基政权的辉煌是短暂的，1230年在科洛克尼察战役中，伊庇鲁斯-塞萨洛尼基军队被保加利亚沙皇伊凡·阿森二世率领的军队打败，狄奥多尔·科穆宁·杜卡斯被俘并遭挖去双眼，其许多领地被保加利亚人夺取。
伊庇鲁斯、尼西亚、拉丁帝国和保加利亚帝国在原拜占廷帝国欧洲部分领土上形成了复杂的四角关系，此时特拉比松已经失掉黑海南岸的很多领地，和尼西亚不再接壤，退出了帝国正统的争夺，而尼西亚帝国成为最有实力的拜占庭继承国。此时巴尔干最强大的势力是伊凡·阿森二世统治下的保加利亚，未成年的拉丁帝国皇帝鲍德温二世同意和伊凡·阿森二世的女儿结婚，从而满足后者成为“君士坦丁堡摄政者”的野心。但没有伊庇鲁斯的威胁后，拉丁帝国撕毁与伊凡·阿森二世订立的合约，鲍德温二世迎娶前耶路撒冷国王布里安的约翰的女儿玛丽亚，而由布里安的约翰出任拉丁帝国摄政者。
愤怒的伊凡·阿森二世转而和尼西亚帝国联合，1235年双方在约翰三世刚刚收复的加利波利签订协议，保加利亚正教会的建立得到尼西亚帝国的承认；伊凡·阿森二世还把原来计划嫁给鲍德温二世的女儿许配给约翰的儿子即未来的塞奥多利二世；双方在既定事实的基础上互相承认对方的权力。仅仅一年之后的1236年，不愿为人作嫁伊凡·阿森二世又与拉丁帝国联合，攻击尼西亚帝国在色雷斯的领地特祖鲁伦。但就在此时，保加利亚首都特尔诺沃毫无征兆的发生一起瘟疫，导致伊凡·阿森二世的妻子、一个儿子和保加利亚牧首的死亡，沙皇认为这是上帝对他出尔反尔的外交政策的惩罚，便撤回军队。1237年保加利亚再次与尼西亚订立合约。1241年6月，伊凡·阿森二世于首都特尔诺沃病死，其子科洛曼·阿森一世即位。保加利亚第二帝国不久遭到蒙古人入侵，国力由盛转衰。
1242年，约翰进军伊庇鲁斯的领地，迫使塞萨洛尼基皇帝交出“帝国印戒”，去除帝号并接受尼西亚皇帝的宗主权，此后后者以低一档的“专制君主”为称号。但约翰的行动由于蒙古入侵安納托利亞的东部而被迫终止。
1243年6月，蒙古军在克塞山战役重创罗姆苏丹军队，罗姆苏丹沦为蒙古附庸；约翰也十分惊恐，他在宫廷接见蒙古使节，“皇帝坐在高高的宝座上，手持宝剑，以壮观豪华的大场面掩饰内心的畏惧”，但蒙古人没有进一步西进。1246年凯霍斯鲁二世死后，三个未成年的儿子并立为苏丹，罗姆苏丹的权力落入维齐尔佩瓦內·穆爾因丁·蘇萊曼手中，这暂时消除了突厥人对尼西亚帝国东部的威胁。
约翰的皇后伊琳娜·拉斯卡里斯娜于1239年去世。1245年，约翰迎娶神圣罗马帝国皇帝腓特烈二世的女儿康斯坦丝，后改名为希腊名字安娜，与神圣罗马帝国结盟。1246年，约翰进攻保加利亚，光复色雷斯和马其顿的大部分地区，收复了塞萨洛尼基。1248年，约翰再次击败保加利亚人，此时尼西亚的疆域已经包围了拉丁帝国的仅剩领土——君士坦丁堡。此后直到1254年约翰去世，他全力在巴尔干扩张，版图西边直抵亚得里亚海，做好了光复君士坦丁堡的准备。

### 光复君士坦丁堡

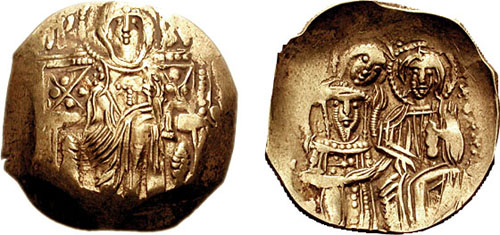
米海尔八世为庆祝驱逐拉丁军队出君士坦丁堡及拜占庭帝国的恢复所发行的金币。

约翰三世的儿子塞奥多利·杜卡斯·拉斯卡利斯继位，为塞奥多利二世。他打败了保加利亚人针对色雷斯的入侵，进一步扩张了尼西亚帝国在巴尔干的领地并吞并了都拉佐和希腊的Servia城，但塞奥多利患有癫痫症，在位四年就于1258年去世了。皇子约翰·杜卡斯·拉斯卡利斯7岁继位，为约翰四世。此时科穆宁家族和杜卡斯家族的后裔，大贵族米海尔·巴列奥略趁机发动政变，杀死原摄政者、塞奥多利二世的童年玩伴乔治·木扎伦，自立为新的摄政者，并于次年成为共治皇帝。已沦为尼西亚附庸的伊庇鲁斯专制君主国，趁机反叛，并联合西西里国王曼弗雷德和十字军亚该亚侯国向尼西亚发动进攻；但在1259年的佩拉冈尼亚战役，米海尔八世率领的尼西亚军队决定性地打败了他们的联军。亚该亚侯国的统治者维利哈顿的威廉被活捉，不得交出Grand Maigne、莫奈姆瓦夏和米斯特拉斯给尼西亚帝国以求获释。
此后，米海尔八世致力于光复君士坦丁堡。考虑到将要与占有君士坦丁堡部分城区、与拉丁帝国结盟、拥有强大海军力量的威尼斯共和国为敌，为此米海尔和威尼斯的宿敌、亦为海军强国的热那亚共和国签订了1261年的南菲宏条约，授予热那亚人贸易特权以与热那亚结盟，争取热那亚的海军支持用以对抗威尼斯的海军力量。1261年7月尼西亚将军阿莱克修斯·斯特拉特戈普洛斯率领800名士兵组成的巡逻部队在色雷斯前线侦查保加利亚人的动静，在完成任务返回尼西亚领地的途中，他们在君士坦丁堡希腊居民的支持下混入城中，并随即火焚了威尼斯人居住区。由于当时拉丁帝国为数不多的军队正在外出作战，拉丁皇帝鲍德温二世无法组织抵抗，只能乘坐威尼斯的船只逃走。不久后威尼斯方面在评估了形式后，放弃再度攻打君士坦丁堡、协助拉丁帝国复国的打算，转而寻求与米海尔缔结条约。最终威尼斯承认了尼西亚收复君士坦丁堡的既成事实，而尼西亚方面则允许威尼斯在其境内进行商业活动，并承认了威尼斯对其在第四次十字军东征后获得的原拜占庭领地的拥有、不再宣称这些领地，双方终止敌对关系。
于是尼西亚帝国意外地光复了君士坦丁堡，8月15日米海尔八世举行了入城典礼，并由牧首阿尔瑟尼奥斯正式加冕，拜占庭帝国正式复国；同年12月25日，米海尔废黜并刺瞎幼小的约翰四世，拉斯卡里斯王朝被巴列奥略王朝取代。

### 之后
1261年后，君士坦丁堡再次成為拜占庭帝國的首都。尼西亚帝国时期积累的大量财富被用于重修君士坦丁堡，以及用于支持帝国在欧洲方向对抗拉丁十字军国家以及伊庇鲁斯专制国的战争。许多部队从帝国原本的中心领地——安纳托利亚西部被转移到欧洲以进行这些战争，导致在安纳托利亚与罗姆苏丹的边境防守相对薄弱。因此，帝国无力阻止来自罗姆苏丹的加齊穆斯林戰士对边境的劫掠，导致他们在边境四处横行。
米海尔八世于1261年12月25日下令刺瞎并废黜留在尼西亚的年仅11岁的约翰四世的行为一度导致君士坦丁堡的市民疏远了他以及他重建的拜占庭帝国。后来约翰又遭到放逐，但实际上被关在比提尼亚的一座要塞里。这导致普世牧首阿尔瑟尼奥斯把米海尔八世逐出教会以及后来尼西亚附近一个自称约翰四世的人发动的篡权叛乱。
由于防守薄弱以及后来的内部动荡，原尼西亚帝国时期的安纳托利亚西部后来逐渐被突厥人侵占。1282年米海尔八世去世后，随着帝国军事实力下降，突厥人逐渐从劫掠者变成了永久移民，并且在新占领的原拜占庭领土上建立了许多当时仍从属于罗姆苏丹的安纳托利亚侯国。即使后来的皇帝安德洛尼卡二世采取了一些努力试图阻止突厥人对帝国仅存的安纳托利亚领地的进一步侵蚀，但由于帝国陷入两安德洛尼卡内战等原因，他没有成功。到了1300年时，原尼西亚时期的所有安纳托利亚领土几乎完全被突厥人侵占，仅剩黑海海峡对岸一块狭长的领地的几个大城市仍在帝国掌控之下。最终随着布尔萨在1326年失陷，尼西亚在1331年失陷，尼科米底亚在1337年失陷，帝国丧失了在安纳托利亚的全部领地。

## 军事
除了主要被拉丁人和保加利亚人控制的色雷斯地区，尼西亚帝国占有原拜占庭帝国人口最密集的地区：靠近爱琴海沿岸的安纳托利亚西部，使得尼西亚在短时间内成为整个巴尔干与安纳托利亚最强大的国家，因此尼西亚帝国能够召集最多达20000人的军队，帝国同十字军国家多次战争的记录确认了这一数字的可靠性。
尼西亚军队延续了原科穆宁王朝军队的一些特点，但尼西亚皇帝没有科穆宁诸帝那样多的资源，因此其军队无论在数量还是质量上都远达不到科穆宁王朝时期军队的水平。

## 希腊文化与意识形态
一些学者认为，尼西亚帝国的统治标志着希腊民族和国家意识的兴起；但是他们也指出，这种民族意识的兴起并没有对官方的帝国意识形态产生重大影响。传统的看法即“拜占庭是罗马帝国”[b]并未改变，这一点可以从尼西亚皇帝们的子民“Rhomaioi”即“罗马人”的自我称呼中得以说明。尼西亚帝国的官方意识形态是再征服运动和军国主义，以君士坦丁堡的荣耀和光复君士坦丁堡的希望为特征，强调君士坦丁堡类似于旧约中上帝给予选民的“应许之地”，而不是诉诸于政治上的普世主义或希腊民族主义。然而这些在14世纪后半期巴列奥略王朝的修辞中就见不到了；这段时期的皇帝们被频繁的比作摩西或所罗巴伯，甚至是指引上帝子民去往应许之地的“火柱”，如在一篇尼西亚帝国时期的历史学家，尼基塔斯·侯尼亚迪斯献给塞奥多利一世的献辞中表现的那样。
这期间的文辞也采用旧约之外的意象来赞美帝国的光复战争；尼基塔斯·侯尼亚迪斯在对塞奥多利一世的颂词中，把尼西亚帝国与罗姆苏丹的战斗描绘成基督教与伊斯兰教之间的战争，尽管这一战斗中原来的拜占廷皇帝阿莱克修斯三世在塞尔柱人一方参战，并且把塞奥多利在手刃苏丹的战斗中所受的伤比做十字架上耶稣受的苦难。迪米特尔·安吉洛夫认为西方十字军的理念已经影响了尼西亚的再征服运动，同一时期牧首米海尔四世在战斗前对尼西亚军队提供了全面的赦罪，这和西方十字军的全面赦罪很相像。但是这种可能受十字军影响的赦罪行动存在时间很短暂，1211年之后就渐渐消失。
十三世纪的拜占庭人也发现了1204年之后帝国的境遇和古典时期希腊的类似之处，这加强了一些学者如A.E.Vacalopoulos的观点，他们认为这种类比及对古典希腊的再评价，是希腊民族主义的起源。君士坦丁堡陷落后，帝国的境遇被认为类似于被“野蛮人”包围的“古典时期希腊人”。侯尼亚迪斯就把塞奥多利一世杀死的苏丹凯霍斯鲁一世比作波斯阿契美尼德王朝的薛西斯一世，牧首日耳曼努斯二世将约翰三世的胜利视作另一场马拉松战役或萨拉米斯战役。类似的，塞奥多利二世则将他父亲的胜利比作亚历山大大帝的事迹，并且赞美了同时代希腊人的赫赫武功。
另外，在拜占庭人的语言中，这一时期“Hellene”即“希腊人”一词的意义似乎已经有所改变。自基督教成为国教到十三世纪之前，在罗马帝国中“希腊人”一词指异教，是源出圣经的贬义词。而从尼西亚帝国时期开始，“Graikoi”和“Hellenes”开始作为宗教和民族的自我认同形式，进入帝国的外交用语中，反映了将帝国及其子民同拉丁人区分开的殷切期望。
牧首日耳曼努斯二世特别论证了这一新的民族和宗教身份。他在信件中将完美的出身等同于希腊血统的纯洁，强调他希腊修辞和希腊民族背景重于与君士坦丁堡的关系，并蔑视那些沾沾自喜于窃取君士坦丁堡的拉丁人。现代学者还在争论“希腊人”一词含义转移的确切时间，如罗德里克·Beaton认为，十二世纪“希腊人”一词的应用，说明这一词汇的意义在1204年君士坦丁堡陷落前就已得到重新评估。此外，与Vacalopoulos的观点不同，罗德里克认为这一时期仅仅存在萌芽状态的希腊民族意识，主要是基于语言认同，还称不上希腊民族主义。
拜占廷学家米海尔·安戈尔德指出，这段时期帝国的意识形态变化，显示出拜占庭人对于政治上的流亡、动荡和文化环境变化的适应能力。但是巴列奥略王朝的米海尔八世光复帝国之后，抛弃了绝大部分尼西亚帝国发展的思想意识，帝国在思想上回到了早期状态。

## 註腳
注释
資料來源
1. 1 2  A Short history of Greece from early times to 1964 by W. A. Heurtley, H. C. Darby, C. W. Crawley, C. M. Woodhouse (1967), page 55: "There in the prosperous city of Nicaea, Theodoros Laskaris, the son in law of a former Byzantine Emperor, establish a court that soon become the Small but reviving Greek empire."
2. ↑  The Columbia history of the world by John Arthur Garraty, Peter Gay (1972), p. 454: "The Greek empire in exile at Nicaea proved too strong to be driven out of Asia Minor, and in Epirus another Greek dynasty defied the intruders.”
3. ↑  Michael Panaretos, Chronicle, ch. 1. Greek text in Original-Fragmente, Chroniken, Inschiften und anderes Materiale zur Geschichte des Kaiserthums Trapezunt, part 2; in Abhandlungen der historischen Classe der königlich bayerischen Akademie 4 (1844), abth. 1, pp. 11; German translation, p. 41
4. ↑  Alice Gardiner, The Lascarids of Nicaea: The Story of an Empire in Exile, 1912, (Amsterdam: Adolf M. Hakkert, 1964), pp. 75–78
5. ↑  Kazhdan (1991), p. 1055
6. ↑  Abulafia & McKitterick 1999，第547頁.
7. ↑  Geanakoplos 1989，第173頁.
8. 1 2  Angelov, Dimiter. Imperial ideology and political thought in Byzantium (1204–1330). Cambridge: University Press, 2007.  p. 95 Also Kaldellis, Anthony. Hellenism in Byzantium : the transformations of Greek identity and the reception of the classical tradition. Cambridge: University Press, 2007.
9. ↑  Angelov, pp. 99–101
10. ↑  Angold, Michael. A Byzantine government in exile : government and society under the Laskarids of Nicaea, 1204–1261. London: Oxford University Press, 1975. p. 13
11. ↑  Angelov, p. 99
12. 1 2  Angelov, p. 100
13. ↑  Angold, Michael. "Byzantine ‘Nationalism’ and the Nicaean Empire." Byzantine and Modern Greek Studies, 1 (1975) pp. 51-52
14. ↑  Angold, p. 29
15. ↑  Angelov, p. 97
16. ↑  Angelov, pp. 96–97
17. ↑  A. E. Vacalopoulos, The Origins of the Greek Nation:the Byzantine Period (1204-1461) (New Brunswick, 1970).
18. ↑  Beaton, Roderick. "Antique Nation? 'Hellenes' on the Eve of Greek Independence and in Twelfth-Century Byzantium," Byzantine and Modern Greek Studies, 31 (2007), pp. 76–95
19. ↑  Angold, Michael. "Byzantine ‘Nationalism’ and the Nicaean Empire", Byzantine and Modern Greek Studies, 1 (1975) p. 70